# Let the Dream Come True
«Let the Dream Come True» — сингл швейцарского музыканта, певца, продюсера DJ BoBo с альбома There Is a Party, вышедший в 1994 году. Сингл вошёл в чарты многих стран Европы и стал золотым в Германии.
Видеоклип снимали в Нью-Йорке, режиссёр — Frank Paul Husmann-Labusga (также снявший клипы к «Freedom» и «There Is a Party».
There Is a Party является наиболее успешным альбомом DJ BoBo.

## Список композиций
| №                   | Название                                             | Длительность |
| ------------------- | ---------------------------------------------------- | ------------ |
| 1.                  | «Let the Dream Come True» (Radio mix)                | 3:58         |
| 2.                  | «Let the Dream Come True» (Live on Planet Earth Mix) | 6:35         |
| 3.                  | «Let the Dream Come True» (Club mix)                 | 6:09         |
| Общая длительность: | Общая длительность:                                  | 16:42        |

## Чарты
| Страна     | Чарт                    | Позиция |
| ---------- | ----------------------- | ------- |
| Австралия  | ARIA Charts             | 11      |
| Австрия    | Ö3 Austria Top 40       | 6       |
| Бельгия    | VRT Top 30 Flanders     | 15      |
| Германия   | Media Control Charts    | 4       |
| Канада     | Canada Dance Chart      | 28      |
| Нидерланды | Mega Top 100            | 11      |
| Финляндия  | Suomen virallinen lista | 1       |
| Швейцария  | Schweizer Hitparade     | 1       |
| Швеция     | Sverigetopplistan       | 11      |

## Сертификации
| Дата | Страна   | Значение | Всего продано |
| ---- | -------- | -------- | ------------- |
| 1993 | Германия | Золото   | 150 000+      |